# Toujounine
Toujounine är ett departement i Mauretanien. Det ligger i regionen Nouakchott-Nord, i den västra delen av landet.